# Prichsenstadt
Prichsenstadt är en stad i Landkreis Kitzingen i Regierungsbezirk Unterfranken i förbundslandet Bayern i Tyskland.